# Musée d’Art et d’Histoire de Neuchâtel

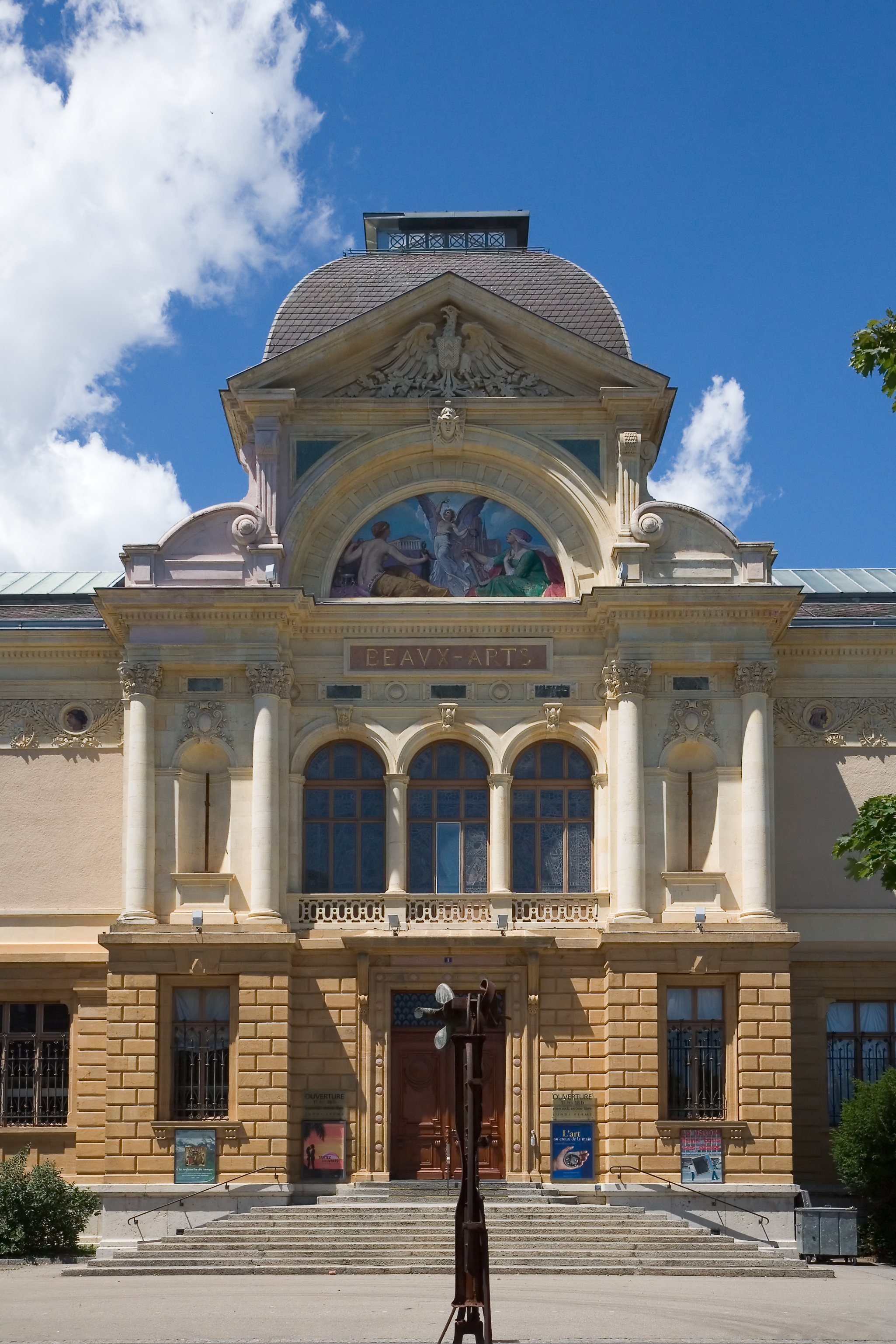
Das Musée d’Art et d’Histoire de Neuchâtel

Das Musée d’Art et d’Histoire de Neuchâtel (MahN, deutsch «Museum für Kunst und Geschichte Neuenburg») ist ein Museum der Schönen Künste in Neuenburg, Schweiz.

## Geschichte
Das Gebäude wurde vom Schweizer Architekten Léo Châtelain im Stil der Neorenaissance entworfen und in den Jahren 1881 bis 1887 erbaut. Das Museum selbst wurde bereits 1884 als Musée de peinture (deutsch «Museum für Malerei») eröffnet. 
Für die Wände des Treppenhauses schuf der Maler Léo-Paul Robert drei monumentale Gemälde, die 1893 fertiggestellt wurden.
Das Museum beherbergte die Gemäldesammlungen der Stadt Neuenburg und seit dem Jahr 1885 ebenfalls die historischen,  archäologischen und ethnographischen Sammlungen der Stadt respektive des Kantons (bis 1904 zudem die ethnographische Sammlung und bis 1952 die Sammlung archäologischer Objekte). Zwischen den Jahren 1952 und 1953 wurden jeweils in westlicher als auch östlicher Richtung zwei Anbauten errichtet, die das heutige Museumsensemble komplementieren.
1972 änderte das Museum seinen Namen in seinen heutigen. Am 5. Februar 1973 beschloss der Stadtrat Neuenburgs einen Renovierungskredit von 2,2 Millionen Franken.
Das Museum bietet mehr als 20 Ausstellungsräume und präsentiert Sammlungen von Neuenburger, Schweizer und französischer Kunst, darunter die berühmten Jaquet-Droz-Automaten sowie drei Androiden aus dem 18. Jahrhundert.